# Agnia bakeri
Agnia bakeri es una especie de escarabajo longicornio del género Agnia, subfamilia Lamiinae. Fue descrita científicamente por Aurivillius en 1927.
Se distribuye por Filipinas. Mide 25 milímetros de longitud.